# Каса-Конехо
Каса-Конехо (англ. Casa Conejo) — переписна місцевість (CDP) в США, в окрузі Вентура штату Каліфорнія. Населення — 3267 осіб (2020).

## Географія
Каса-Конехо розташована за координатами 34°11′5″ пн. ш. 118°56′40″ зх. д. / 34.18472° пн. ш. 118.94444° зх. д. (34.184617, -118.944354). За даними Бюро перепису населення США в 2010 році переписна місцевість мала площу 1,23 км², уся площа — суходіл.

## Демографія

### Перепис 2010
Згідно з переписом 2010 року, у переписній місцевості мешкало 3249 осіб у 990 домогосподарствах у складі 800 родин. Густота населення становила 2640 осіб/км². Було 1010 помешкань (821/км²).
Расовий склад населення:
| - 78,8 % — білих - 4,9 % — азіатів - 0,8 % — чорних або афроамериканців - 0,6 % — корінних американців - 0,1 % — вихідців з тихоокеанських островів - 10,1 % — осіб інших рас |

До двох чи більше рас належало 4,6 %. Частка іспаномовних становила 26,2 % від усіх жителів.
За віковим діапазоном населення розподілялося таким чином: 25,2 % — особи молодші 18 років, 63,3 % — особи у віці 18—64 років, 11,5 % — особи у віці 65 років та старші. Медіана віку мешканця становила 38,4 року. На 100 осіб жіночої статі у переписній місцевості припадало 103,3 чоловіків; на 100 жінок у віці від 18 років та старших — 102,8 чоловіків також старших 18 років.
Середній дохід на одне домашнє господарство становив 99 530 доларів США (медіана — 91 159), а середній дохід на одну сім'ю — 119 215 доларів (медіана — 100 471). Медіана доходів становила 81 875 доларів для чоловіків та 45 294 долари для жінок. За межею бідності перебувало 10,0 % осіб, у тому числі 11,9 % дітей у віці до 18 років та 7,7 % осіб у віці 65 років та старших.
Цивільне працевлаштоване населення становило 1756 осіб. Основні галузі зайнятості: будівництво — 16,7 %, науковці, спеціалісти, менеджери — 13,8 %, мистецтво, розваги та відпочинок — 13,8 %.

### Перепис 2000
За даними перепису 2000 року
на території муніципалітету мешкало 3 180 людей, було 985 садиб та 809 сімей.
Густота населення становила 2.557,9 осіб/км². З 985 садиб у 42,4 % проживали діти до 18 років, подружніх пар, що мешкали разом, було 67,6 %,
садиб, у яких господиня не мала чоловіка — 9,9 %, садиб без сім'ї — 17,8 %.
Власники 5,8 % садиб мали вік, що перевищував 65 років, а в 11,6 % садиб принаймні одна людина була старшою за 65 років. Кількість людей у середньому на садибу становила 3,22, а в середньому на родину 3,45.
Середній річний дохід на садибу становив 66 120 доларів США, а на родину — 64 345 доларів США. Чоловіки мали дохід 41 806 доларів, жінки — 35 511 доларів. Дохід на душу населення був 21 896 доларів. Приблизно 2,3 % родин та 3,3 % населення жили за межею бідності.
Медіанний вік населення становив 35 років. На кожних 100 жінок віком понад 18 років припадало 100,5 чоловіків.